# Paweł Pietrasieński
Paweł Pietrasieński – polski ekonomista, doktor habilitowany nauki o zarządzaniu, wykładowca Szkoły Głównej Handlowej w Warszawie, dyplomata. 

## Życiorys
Paweł Pietrasieński w 1994 został absolwentem ekonomiki obrotu towarowego i usług w Katedrze Zarządzania Przedsiębiorstwem Wydziału Handlu Wewnętrznego Szkoły Głównej Handlowej w Warszawie na podstawie pracy magisterskiej Polityka komunikacyjna przedsiębiorstw branży zegarmistrzowskiej napisanej pod kierunkiem Jacka Chwałka. W 1996 ukończył w SGH studia podyplomowe w zakresie pedagogiki szkoły wyższej. W 2004 uzyskał doktorat nauk ekonomicznych w zakresie nauk o zarządzaniu w Kolegium Zarządzania i Finansów SGH, przedstawiając dysertację Wpływ internacjonalizacji działalności przedsiębiorstw na standaryzację i indywidualizację strategii marketingowych (promotor: Ireneusz Rutkowski). W 2016 tamże habilitował się na podstawie pracy Aktywizowanie internacjonalizacji przedsiębiorstw – dobre praktyki rządów; strategie wsparcia w Dolinie Krzemowej.
Jego zainteresowania naukowe obejmują internacjonalizację działalności przedsiębiorstw, metody wchodzenia przedsiębiorstw na rynki zagraniczne, sposoby wspierania przez państwa procesów internacjonalizacji małych i średnich firm; wielofazowe programy akceleracyjne, światowe ekosystemy innowacji.
Od 1995 związany zawodowo z Katedrą Rynku i Marketingu (obecnie Katedrą Rynku, Marketingu i Jakości) Kolegium Zarządzania i Finansów SGH, od 2004 jako adiunkt, obecnie profesor nadzwyczajny. W latach 1996–2000 był kierownikiem Wydziału Promocji Konsulatu Generalnego RP w Chicago, zaś od 2005 do 2009 zastępcą konsula generalnego tamże, w tym w 2007 jako pełniący obowiązki kierownika placówki. W latach 2009–2011 polski przedstawiciel w Komitecie Zarządzania Publicznego (Public Governance Committee) Organizacji Współpracy Gospodarczej i Rozwoju w Paryżu oraz członek substytucyjny Rady Gubernatorów Europejskiego Instytutu Administracji Publicznej w Maastricht. Od 2011 do 2016 w stopniu radcy-ministra kierował Wydziałem Promocji Handlu i Inwestycji Ambasady RP w Waszyngtonie. Od 2013 członek Komitetu Redakcyjnego „Polish Journal of Management Studies”.
Żonaty z Ewą Pietrasieńską.

## Wyróżnienia
- 2009 – dyplom za wpieranie polsko-amerykańskiej współpracy naukowo-akademickiej przyznany przez Northeastern Illinois University (NEIU) w Chicago
- 2009 – członek Rady Doradczej ds. Programów Międzynarodowych NEIU
- 2014 – medal „Zasłużony dla eksportu”, przyznany przez Stowarzyszenie Eksporterów Polskich za szczególne zasługi dla promocji polskiego eksportu na rynku amerykańskim
- 2015 – laureat honorowej nagrody dla lidera biznesu międzynarodowego (Outstanding International Business Leadership Honoree) przyznawanej przez Międzynarodowy Komitet Miast Siostrzanych Chicago
- 2015 – odznaka Honorowa za Zasługi dla Rozwoju Gospodarki RP nadana przez Ministra Gospodarki

## Publikacje książkowe
- Międzynarodowe strategie marketingowe, Warszawa : Polskie Wydawnictwo Ekonomiczne, 2005.
- Aktywizowanie internacjonalizacji przedsiębiorstw : dobre praktyki rządów, strategie wsparcia w Dolinie Krzemowej, Warszawa : Polskie Wydawnictwo Ekonomiczne, 2014.